# Land- und Stadtgericht Gerdauen
Das Land- und Stadtgericht Gerdauen war von 1821 bis 1849 ein preußisches Land- und Stadtgericht mit Sitz in Gerdauen.

## Geschichte
Das Land- und Stadtgericht Gerdauen wurde 1821 aus dem Stadtgericht Gerdauen und dem Justizamt Wandlacken gebildet. Es war ein Gericht 2. Klasse im Sprengel des Oberlandesgerichts Königsberg.
1837 umfasste der Gerichtsbezirk die Stadt Gerdauen mit 2214 Gerichtseingesessenen und 48 Ortschaften mit 6356 Gerichtseingesessenen (zusammen also 8570 Gerichtseingesessene). Am Gericht war ein Stadt- und Landrichter und vier weitere Mitarbeiter beschäftigt.
Nach der Märzrevolution wurden 1849 einheitlich Kreisgerichte gebildet. In Gerdauen wurde dabei die Gerichtskommission Preußisch Eylau des Kreisgerichts Wehlau geschaffen.